# Neuraaltherapie
Neuraaltherapie is een therapie bedacht door de Duitse artsen (en broers) Ferdinand en Walter Huneke die erop gericht is via het vegetatieve of onwillekeurige zenuwstelsel de regulatie van processen in het lichaam te herstellen en blokkades op te heffen. Dit gebeurt door middel van injecties met procaïne, een verdovend middel dat korte tijd plaatselijk werkt. Procaïne wordt echter niet gebruikt vanwege zijn pijnstillend effect, maar vanwege zijn bloedvatverwijdend effect, zijn curareachtig effect en zijn regulerend effect op het autonoom zenuwstelsel. De theorie en werkzaamheid van neuraaltherapie is niet wetenschappelijk bewezen.

## Geschiedenis
Behandelingen waarbij een plaatselijk verdovend middel werd geïnjecteerd werden al vóór 1900 beschreven en uitgevoerd. De gebroeders Ferdinand en Walter Huneke hebben deze toepassing in 1925 als neuraaltherapie bestempeld en de werking ervan op grond van een concreet geval verder geanalyseerd. In 1940 werd door Ferdinand Huneke voor het eerst de zogeheten "stoorveldtherapie" toegepast, waarbij bepaalde buiten het aangedane segment gelegen gebieden die als de oorzaak van de klacht worden gezien ("stoorvelden") worden geïnjecteerd.

## Indicatie (toepassingsmogelijkheden)
Bij chronische klachten zoals pijn, menstruatie- en darmklachten of als er na een ongeluk, operatie of ziekte een geheel nieuwe klacht is ontstaan, kan aan een behandeling met neuraaltherapie worden gedacht. Neuraaltherapie wordt gebruikt als remedie tegen whiplash, posttraumatische dystrofie (complex regionaal pijnsyndroom), migraine en rugpijn. 
Ook wordt neuraaltherapie soms toegepast als behandelmethode voor acute klachten aan de spieren en gewrichten en voor rugpijn, een stijve nek en RSI.

## Behandeling
Behandelaren voor neuraaltherapie kijken op een andere manier en zoeken steeds het verband tussen de klacht en mogelijke stoorvelden in het lichaam. Neuraaltherapie begint meestal met een uitgebreid vraaggesprek en lichamelijk onderzoek, waarna er een proefbehandeling met procaïne of lidocaïne volgt. Op grond van de gegevens uit het vraaggesprek, het lichamelijk onderzoek en de reactie van het lichaam op deze behandeling stelt de arts vervolgens een behandelplan op. Sommige artsen die zich bezighouden met neuraaltherapie maken gebruik van andere onderzoeksmethoden, zoals röntgenfoto’s of toepassingen uit bijvoorbeeld de acupunctuur of de natuurgeneeskunde. 
De neuraaltherapeutische behandeling bestaat als zodanig uit een segment- en een stoorveldtherapie.